# Killers (album)
Killers je bil drugi izdan album skupine Iron Maiden. V njem so prvič igrali s kitaristom Adrianom Smithom in zadnjič z vokalistom Paulom Di'Annom, ki je skupino zapustil zaradi težav z alkoholom in kokainom. Prvič so tudi imeli producenta Martina Bircha, kateri je producirel ša njihovih naslednjih 8 albumov do opokojitve po albumu Fear of the Dark (izdan leta 1992). 

## Pesmi na albumu
1. »The Ides of March« – 1:45
2. »Wrathchild« – 2:54
3. »Murders in the Rue Morgue« – 4:19
4. »Another Life« – 3:22
5. »Genghis Khan« – 3:06
6. »Innocent Exile« – 3:53
7. »Killers« – 5:01
8. »Prodigal Son« – 6:11
9. »Purgatory« – 3:21
10. »Drifter« – 4:48

Ameriška izdaja vsebuje še skladbo »Twilight Zone«.